# Национальная армия сианукистов
Национа́льная а́рмия сиануки́стов (кхмер. កងទ័ពជាតិសីហនុ; фр. Armee Nationale Sihanoukiste) — вооружённые формирования камбоджийских монархистов — сторонников Нородома Сианука. Военизированное крыло партии ФУНСИНПЕК. В 1980-х годах участвовала в вооружённой борьбе против вьетнамской оккупации и правительства НРК. В Королевстве Камбоджа продолжала функционировать как партийная милиция ФУНСИНПЕК. Включена в состав камбоджийской правительственной армии.

## Коалиционная консолидация
После вьетнамской интервенции и свержения «Демократической Кампучии» в январе 1979 года в Камбодже был установлен провьетнамский и просоветский режим Народной Республики Кампучия. Красные кхмеры во главе с Пол Потом отступили в труднодоступные районы запада страны. Созданная ими Национальная армия Демократической Кампучии (НАДК) начала партизанскую войну. В октябре 1979 года национал-либералы Сон Санна создали KPNLF со своими Вооружёнными силами национального освобождения кхмерского народа (KPNLAF). Третьей оппозиционной группой были сторонники принца Нородома Сианука, организованные в партии ФУНСИНПЕК и МОЛИНАКА.
22 июня 1982 года Кхиеу Самфан, Сон Санн и Сианук в малайзийской столице Куала-Лумпуре учредили Коалиционное правительство Демократической Кампучии (CGDK) — блок Партии Демократической Кампучии («Красные кхмеры»), KPNLF и ФУНСИНПЕК. Вскоре состоялась встреча командующих вооружёнными формированиями — Сон Сена, Сак Сутсакана и Нородом Ранарита. Последний представлял вооружённые формирования ФУНСИНПЕК и МОЛИНАКА. Они получили название Национальная армия сианукистов (в международном обиходе утвердилось франкоязычное название Armée Nationale Sihanoukiste, ANS). Было создано военное координационное совещание CGDK.
Была также создана более узкая военная структура — Объединённое военное командование (JMC) некоммунистической части CGDK — республиканцев и сианукистов. Главнокомандующим стал Сак Сутсакан (KPNLAF), заместителем — Теап Бен (ANS), начальником генштаба — Тоан Чай (ANS), его заместителем — Абдул Гаффар Пеанг-Мет (KPNLAF).

## Оснащение, командование, действия
Первоначально отряды сианукистов, базировавшиеся в районе таиландско-кампучийской границы, были крайне немногочисленны, плохо вооружены и обмундированы, испытывали дефицит продовольствия. Положение изменилось после создания CGDK и налаживания регулярного снабжения из Китая и стран АСЕАН. Однако численность ANS, по максимальным подсчётам, не превышала 11 тысяч человек. Сам Сианук говорил о 8,5 тысячи, обычно называются цифры в 5-7 тысяч. Это заметно меньше НАДК (35-50 тысяч) и KPNLAF (12-15 тысяч).
Вооружение ANS, как и других структур CGDK, было в основном китайским. Камуфляжную униформы поставляли страны АСЕАН. Знаков различия не было, опознавались бойцы по изображениям Сианука и королевской символике.
Командующим ANS был сын Нородома Сианука принц Нородом Ранарит, начальником штаба — его брат Нородом Чакрапонг. Некоторое время командование осуществлял бывший министр внутренних дел Ин Там, но в силу своей политической биографии (участие в перевороте Лон Нола) он не пользовался доверием Сианука и вскоре был отстранён.
Военная слабость ANS по сравнению с сонсанновцами и тем более с полпотовцами ограничивала активность. Однако массированное вьетнамское наступление 1984—1985 нанесло сильный ущерб НАДК и KPNLAF. После этого ANS заметно активизировалась и предприняла попытки продвижения вглубь камбоджийской территории. Отряды появились не только в западной провинции Баттамбанг, но и в центральной Кампонгтхом. В этот период ANS заметно укрепилась и потеснила KPNLAF. Между частями ANS и НАДК происходили прямые столкновения.
На момент Парижских мирных соглашений 1991 года численность ANS оценивалась в 17,5 тысячи человек, в следующем году она снизилась до 14 тысяч. Столь резкий рост объяснялся окончанием войны и фактической легализацией ФУНСИНПЕК.

## Межпартийный конфликт в королевстве
Парижские соглашения предусматривали восстановление монархии, возвращение на трон Нородома Сианука, проведение свободных выборов. На выборах в мае 1993 года ФУНСИНПЕК занял первое место, получив почти половину голосов избирателей и парламентских мандатов. Нородом Ранарит занял пост первого премьер-министра. Однако вторым премьер-министром стал Хун Сен, лидер Народной партии Камбоджи, происходящей от режима НРК.
Этот компромисс был связан, в частности, с тем, что «Красные кхмеры» не признали мирных соглашений и продолжали партизанскую войну. Таким образом, «Красные кхмеры» — бывшие враги, ставшие союзниками — вновь превратились во врагов Сианука, а Хун Сен и его сторонники, только что бывшие врагами, превратились в союзников.
С 1993 началась интеграция сианукистских формирований в вооружённые силы Камбоджи. Однако контроль над силовыми структурами сохраняли бывшие коммунисты Хун Сена. Кроме того, сказывалась фракционная рознь между сторонниками различных принцев, Ин Тама, ФУНСИНПЕК и МОЛИНАКА. Процесс включения ANS в камбоджийскую армию не был завершён и к 1996 году. Формально вооружённые формирования ФУНСИНПЕК насчитывали до 80 тысяч бойцов, организованных в 11 батальонов.
С осени 1996 в Пномпене происходили вооружённые столкновения между партийными милициями ФУНСИНПЕК и Народной партии Камбоджи. Причина заключалась в борьбе за власть между Нородом Ранаритом и Хун Сеном. Ранарит обвинял Хун Сена в планах реставрации коммунистического режима, Хун Сен обвинял Ранарита в антигосударственном заговоре и сговоре с «Красными кхмерами» (принц действительно завязал контакты с Кхиеу Самфаном, а бывший командир ANS Нхек Бун Чхай — с полевыми командирами полпотовцев). В июле 1997 произошли крупные бои, в результате которых победу одержали Хун Сен и Народная партия.
Спорадические столкновения продолжались до февраля 1998. В преддверии июльских парламентских выборов правительство Хун Сена достигло соглашения с Нхек Бун Чхаем (Нородом Ранарит был выведен из политики фактически с санкции короля Сианука). После этого партийные формирования ФУНСИНПЕК влились в правительственную армию.